# Pinet (kommun)
Pinet är en kommun i Spanien.   Den ligger i provinsen Província de València och regionen Valencia, i den östra delen av landet, 300 km sydost om huvudstaden Madrid. Antalet invånare är 178. Arean är 11,9 kvadratkilometer. Pinet gränsar till Gandia, Barx och Simat de la Valldigna. 
Terrängen i Pinet är huvudsakligen kuperad, men åt sydväst är den platt.